# 잘로카티구

방글라데시 잘로카티구

잘로카티구(벵골어: ঝালকাঠি জেলা)는 방글라데시 남부에 있는 지역이다. 바리살주에 위치하며 면적은 758.06km2이다. 북쪽과 동쪽으로는 바리살구, 남쪽으로는 바르구나구와 비슈할리강, 서쪽으로는 피로지푸르구와 접해 있다. 연평균 기온은 최대 33.3°C, 최소 12.1°C, 연간 강우량은 2506mm이다. 이 지역의 주요 강은 비슈할리강, 단슈리강, 가브칸강, 수간다강, 장갈리아강, 바만다강, 바지트푸르강이다.

## 역사
2021년 방글라데시 여객선 화재는 마을 근처 수간다강에서 발생했다.

## 인구
2022년 방글라데시 인구 조사에 따르면 잘로카티구에는 162,401가구가 있었고 인구는 661,160명이었다. 121,894명(18.44%)이 10세 미만이었다. 인구 밀도는 km2당 935명이었다. 잘로카티구는 문맹률(7세 이상)이 83.21%인 반면, 전국 평균 74.80%, 남성 1000명당 여성 1088명의 성비를 보였다. 인구의 27.85%가 도시 지역에 살고 있었다.

## 같이 보기
- 방글라데시의 구